# 全日本労働組合会議
全日本労働組合会議（ぜんにほんろうどうくみあいかいぎ）は、かつて存在した日本の労働組合のナショナルセンター。略称は全労会議（ぜんろうかいぎ）。1954年4月22日に結成され、1964年に全日本労働総同盟（同盟）に改組された。

## 概要
1950年（昭和25年）にGHQの主導の下日本労働組合総評議会（総評）が結成され、日本の労働組合の多数派を単一組織に結集させたが、翌1951年（昭和26年）に総評と密接な関係にあった日本社会党が平和四原則（全面講和・中立堅持・軍事基地反対・再軍備反対）を打ち出すと、この取り扱いや国際自由労連への一括加入をめぐって総評内部の左右両派の対立が表面化。1952年（昭和27年）には、日本炭鉱労働組合（炭労）・日本電気産業労働組合（電産）が共に賃上げ要求のストライキを実施し、63日間の長期闘争の結果中央労働委員会（中労委）の斡旋案受諾で決着したが、これも労使協調を取る右派系の労働組合からの批判が強く、ついには全日本海員組合（海員）・全国繊維産業労働組合同盟（全繊同盟）・全国映画演劇労働組合（全映演）・日本放送労働組合（日放労）の「四単産批判」として公然化することになる。更に武藤武雄総評議長も、出身母体の常磐地方炭鉱労働組合連合会が炭労・総評から離脱を表明したことで、議長を辞職。炭坑・鉱業関係の右派労組を中心に全国石炭鉱業労働組合（全炭鉱）を結成した。

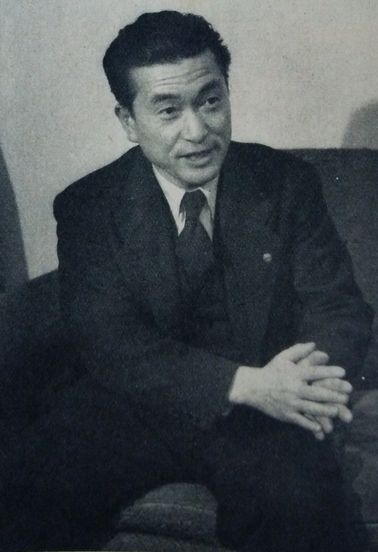
全労会議初代議長、滝田実（1954年）

その後、日放労を除く上記右派系労組は右派社会党や日本労働組合総同盟と結びつきながらも、労使協調と反共を基調とした民主的・愛国的労働運動の結集を目指した。
1954年（昭和29年）4月22日、全日本労働組合会議が結成。全繊同盟出身の滝田実を議長に海員組合出身の和田春生を事務局長に、それぞれ選出した。その後1962年（昭和37年）に総同盟・全官公と共に全日本労働総同盟組合会議（同盟会議）を結成し、1964年（昭和39年）には総同盟・同盟会議と共に全日本労働総同盟（同盟）へと合流した。